# Гилленкрок, Аксель
Барон (с 1727 года) Аксель Гилленкрок (Юлленкрук, Юлленкрок) (швед. Axel Gyllenkrok; 16 августа 1665, Або; — 17 сентября 1730, поместье Свенсторп близ Мальмё) — шведский военачальник, генерал-квартирмейстер армии Карла XII (1706—1709), генерал-лейтенант (1722).

## Биография
Родился в семье окружного судьи в Або Андерса Крока (после возведения во дворянство — Гилленкрок).
В 1683 году принят на службу в лейб-гвардию, позже семь лет служил во французской армии, участвовал во многих осадах и сражениях. В 1696 году вернулся в Швецию в чине капитана и должности командира роты.
С началом Северной войны (1700) участвовал в высадке на о. Зеланд, в сражениях при Нарве и Западной Двине. С 1701 года — майор гвардии и генерал-квартирмейстер-лейтенант (generalkvartermästare-löjtnant). В 1702 году сражался при Клишове, в 1703 году — участвовал в кампании в Курляндии.
С 1706 года — подполковник гвардии и генерал-квартирмейстер армии Карла XII, с 1707 года — полковник. Отвечал за оперативное планирование наступательных операций. Его коллекция карт и описаний местности использовалась Карлом XII для подготовки военных кампаний в Речи Посполитой и России.
Сопровождал Карла XII в его походе на Россию (1708—1709). В кампании 1709 года руководил осадой Полтавы, затем участвовал в Полтавской битве, после поражения отступил вместе с королём к Переволочной, сумел переправиться через Днепр и бежать с Карлом XII в Бендеры (Османская империя). Оттуда он был послан с небольшим отрядом (300—400 шведов, около 900 запорожцев) в Польшу для установления связи со шведским корпусом генерала Э. Д. фон Крассова. В Черновцах (подконтрольная Оттоманской порте Молдавия) он был атакован превосходящими силами русских и попал в плен 24 сентября 1709 года.
Иное мнение относительно этой миссии высказал фортификационный капитан Шульц, который в 1723 году в своем рапорте в депутатскую комиссию по обороне шведского парламента писал, что целью данной операции было настроить турок против русских путём совершения диверсий на турецкой территории.
Вернулся из плена только в 1722 году. Получил чин генерал-лейтенанта, с 1723 года — комендант Гётеборга и губернатор земли Бохус. В 1727 году возведён в достоинство барона.

## Сочинения
- Гилленкрок А. Сказание о выступлении его величества короля Карла XII из Саксонии и о том, что во время похода к Полтаве, при осаде её и после случилось / Пер. с нем., введ. и примеч. Я. Турунова // Военный журнал, 1844. — № 6. — С. 1-105.